# Sant Martí de Boatella
Sant Martí de Boatella és una església del municipi de Borredà (Berguedà) inclosa en l'Inventari del Patrimoni Arquitectònic de Catalunya.

## Descripció
És una església romànica d'una sola nau coberta amb volta de canó reforçada. Originàriament l'església tenia un absis a llevant però fou substituït per una sagristia rectangular; també la primitiva porta, avui tapiada i al costat de migjorn, ha estat substituïda per una de moderna. Al mur frontal s'alça el campanar d'espadanya de dues obertures altes i esveltes, cobertes amb arc de mig punt. Al centre de la nau hi ha uns graons que porten a un espai a manera de cripta o càmera sepulcral. El parament és de carreus de pedra sense desbastar, disposats en filades i deixats a la vista.

## Història
L'església, originàriament parròquia del municipi, surt esmentada el 1905. Cap al s. XIV quedà com a sufragània de Sta. Maria de Borredà i també de Ripoll. Per a independitzar-se d'aquesta tutela aviat fou de nou església parroquial, amb una certa dependència del prior de St. Jaume de Frontanyà. L'església fou molt modificada a partir del s. XVII, car la veïna casa de Boatella hi feu considerables obres (decoració interior, escut dels Boatella a façana, retaule del s. XVIII, etc.